# AMゼネラル
AMゼネラル（AM General）は、アメリカ合衆国の自動車メーカーである。インディアナ州サウスベンドに本拠を置いている。現在は大型車両や軍事用車両の製造を主に手がけており、ハマー、ハンヴィーの製造元として広く知られている。かつて1982年まではアメリカン・モーターズの商用車・軍事車両部門であった。現在はマックアンドリュー＆フォーブスホールディング、レンコ・グループの子会社である。

## 歴史
AMゼネラルの起源は、インディアナ州テレホートに設立された自動車関連企業「スタンダード・ホイール」社にはじまる。スタンダード・ホイールは1903年に「オーバーランド・オートモーティブ」社の傘下となった。1908年、オーバーランド社は自動車実業家のジョン・ノース・ウィリスに買収され、本拠をインディアナ州インディアナポリスに移転した。その際社名を新たに「ウィリス･オーバーランド･モーターズ・インク」とした。
第二次世界大戦が勃発した後の1940年、それまで民生用の自動車の製造が主であったウィリス・オーバーランドは、アメリカ陸軍の要請を受けて軍事用車両「ウィリス・MB」を開発し、納入を開始した。この車両はアメリカ初の4輪駆動であり、1/4トンというそれまでにない軽量小型な多用途車で、ラダーフレームによる堅牢な構造により悪路や急勾配における優れた走行性能を誇った。この車はそれまでの軍事車両の常識を覆し、大量生産されて戦略にも影響を与える評価を得た。この車両は後に「ジープ」として世界に広く知られることとなった。
戦後、ウィリス・オーバーランド社はMB生産のノウハウを生かし民生用の「CJ2」等を開発し、堅調な業績を上げていたが、1953年にカイザー・モーターズによって買収される。このとき社名を「ウィリス・モーターズ」へと改めた。しかし1963年には「カイザー・ジープ」社へと再度変更している。
1964年、自動車メーカーのスチュードベイカーが軍事産業から撤退することになり、カイザー･ジープはインディアナ州サウスベンドにあったスチュードベイカーの「政府プロダクト部門」と呼ばれる軍需部門を買い取り傘下とした。カイザー社はスチュードベイカー防衛部門を買収したことで政府からの圧力もあり、8700万USドルの軍用トラック契約を受注することとなった。これらの軍用トラックは、買収したサウスベンドの工場で生産が行われた。これを受け、カイザー社内で1967年には「防衛と政府製品部門」と呼ばれる軍事車両部門が設立された。
1970年、カイザーのジープ部門は「アメリカン・モーターズ」に買収される。このとき、軍事車両部門もAMC側に引き継ぐこととなり、サウスベンドの生産設備もAMCの傘下となった。買収翌年の1971年、AMCは乗用車以外の商用車、軍事車両部門を子会社化し、「AMゼネラル」を設立した。
子会社となったAMゼネラルは、主にAMCでは担当しない大型バス、商用トラック、政府･軍隊向けのジープ･トラックを生産していた。1970年代後半、AMゼネラルは政府の要請に基づき旧態化したジープの更新を目的として「高性能多目的装輪車（後のハンヴィー）」を開発する。開発中の1982年、AMCがルノー傘下になった際、アメリカ政府はこの「国防上の理由」による要請を行い、軍事部門を包括していたAMゼネラルをルノー傘下とすることを認めず、結果AMゼネラルはAMCから独立することとなり、翌1983年には政府の要請に基づき、AMゼネラルはLTV社の傘下となり、LTV軍事部門の「LTVエアロスペース＆ディフェンス」の子会社となった。1985年、開発していたハンヴィーが正式採用され、「M9988四輪駆動軽汎用車」として量産が開始された。

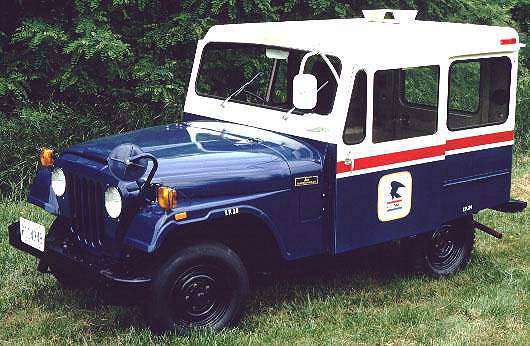
デリバリー･ジープ

AMゼネラルはこの時期、商用車の生産も盛んであった。その中で特に成功したのはジープ・DJ-5のシリーズaと呼ばれるモデルをベースにした「デリバリー・ジープ」である。アメリカ合衆国郵便公社をはじめさまざまな分野で受け入れられ、商用車として成功した。なお、アメリカ合衆国郵便公社に採用されたモデルは業務の都合上、右ハンドル仕様にカスタマイズされていた。また、長距離バスの製造も行っており1979年まで継続した。
1992年、AMゼネラルはレンコ･グループに買収される。同年、AMゼネラルはアーノルド・シュワルツェネッガーの要請により、ハンヴィーのエンジンや内装を民生用車両として変更したモデルをハマー・H1として製造を開始した。
1999年、AMゼネラルは経営状態の悪化から、"ハマー"の名称の使用権をゼネラルモーターズに売却した。売却の条件は軍事部門への不介入とハマーの生産をAMゼネラルで継続することであった。ハマーの名称を使用した後継モデルの生産はGMブランドの「ハマー」で行われることとなったが、製造自体はAMゼネラルのミシャワカ工場で継続された。GMで設計された新たなハマーがH2としてデビューした後も、製造はAMゼネラルであった。H2が予想以上のヒットを飛ばしたことをうけ、生産体制の増強のために工場を新設した。
GMは後に小型のハマー・H3を開発したが、こちらはGMグループではないことを理由にAMゼネラルでは生産が行われなかった。
2004年8月20日、レンコ・グループとロナルド・ペレリマンのマックアンドリュー&フォーブズ・ホールディングスが合弁事業を形成することを発表、AMゼネラルはこれらの傘下となった。